# 喬達公園
喬達公園，原名為納許維爾SC體育場和納許維爾露天樂園體育場是位於田納西州納許維爾歷史悠久的納許維爾露天樂園的擁有30,000個座位的足球專用體育場。它是美國職業足球大聯盟納許維爾足球俱樂部的主場，在此球场启用前，該俱樂部於2020年以日產體育場作為臨時主場。體育場於2022年5月1日啟用，納許維爾足球俱樂部在體育場的首場賽事對上費城聯。

## 外部連結
- 體育場業面 （页面存档备份，存于）在納許維爾SC網站